# Johan Lyander
Johan Lars Olof Lyander, född 7 mars 1967 i Roma på Gotland, är en svensk musiker, låtskrivare och musikproducent. Bror till Micke Lyander.
Johan Lyander är numera bosatt i Stockholm.
Johan Lyander har spelat och turnerat med artister som Ulf Lundell, Blacknuss, Andreas Johnson, E-type, Carola Häggkvist, Sanne Salomonsen, Pugh Rogefeldt, Eric Bazilian, Thomas di Leva, Mats Ronander, Louise Hoffsten, Rongedal, Meja, Jonas Gardell med flera.
Förutom turnerande som musiker i Skandinavien har Johan Lyander medverkat som låtskrivare och musikproducent på ett stort antal skivor.
Johan Lyander kan också kännas igen som frontfiguren i det gotländska bandet Gaston som bland annat var husband i TV-programmet Direkt från Berns.

## Musik (i urval)
- Night of Passion –The Poodles
- To the end –Yohio
- Carry On–Jakob Samuel
- Who do you think you're fooling–Rongedal
- Tick Tock–Nina Söderquist
- Ringing Bells–Jill Johnson
- Cannonball– Nakanomori band
- Mats–Mats Ronander